# The Music Videos 1997–2009
The Music Videos 1997–2009 – studyjny album Armina van Buurena, wydany przez wytwórnię płytową Armada Music 22 grudnia 2009 roku.
Jest połączeniem najsłynniejszych utworów i remiksów w wykonaniu producenta, również w postaci teledysków zawartych na krążku DVD. 

## Lista utworów

### DVD: The Music Videos
1. Never Say Never (gościnnie: Jacqueline Govaert)
2. Fine Without You (gościnnie: Jennifer Rene)
3. Unforgivable (gościnnie: Jaren)
4. In and Out of Love (gościnnie: Sharon Den Adel)
5. Going Wrong (oraz DJ Shah; gościnnie: Chris Jones)
6. The Sound of Goodbye (gościnnie: Elles De Graaf)
7. This World Is Watching Me (versus Rank 1; gościnnie: Kush)
8. Sail
9. Love You More (gościnnie: Racoon)
10. Serenity (gościnnie: Jan Vayne)
11. Shivers (gościnnie: Susana)
12. Burned With Desire (gościnnie: Justine Suissa)
13. Yet Another Day (gościnnie: Ray Wilson)
14. Communication
15. Blue Fear
16. Utwór bonusowy: Gaia – Tuvan
17. Utwór bonusowy: Communication (Extended Version)

### CD: The Music
1. Never Say Never (gościnnie: Jacqueline Govaert)
2. Fine Without You (gościnnie: Jennifer Rene)
3. Unforgivable (gościnnie: Jaren)
4. In and Out of Love (gościnnie: Sharon Den Adel)
5. Going Wrong (oraz DJ Shah; gościnnie: Chris Jones[)
6. The Sound of Goodbye (gościnnie: Elles De Graaf)
7. This World Is Watching Me (versus Rank 1; gościnnie: Kush)
8. Sail
9. Love You More (gościnnie: Racoon)
10. Serenity (gościnnie: Jan Vayne)
11. Shivers (gościnnie: Susana)
12. Burned With Desire (gościnnie: Justine Suissa)
13. Yet Another Day (gościnnie: Ray Wilson)
14. Communication
15. Blue Fear
16. Utwór bonusowy: Gaia – Tuvan
17. Utwór bonusowy: Communication (Extended Version)